# GL Большого Пса
GL Большого Пса (лат. GL Canis Majoris) — одиночная переменная звезда в созвездии Большого Пса на расстоянии (вычисленном из значения параллакса) приблизительно 4732 световых лет (около 1451 парсека) от Солнца. Видимая звёздная величина звезды — от +12,1m до +11,3m.

## Характеристики
GL Большого Пса — пульсирующая полуправильная переменная звезда типа SRB (SRB).